# Стивен Дедал

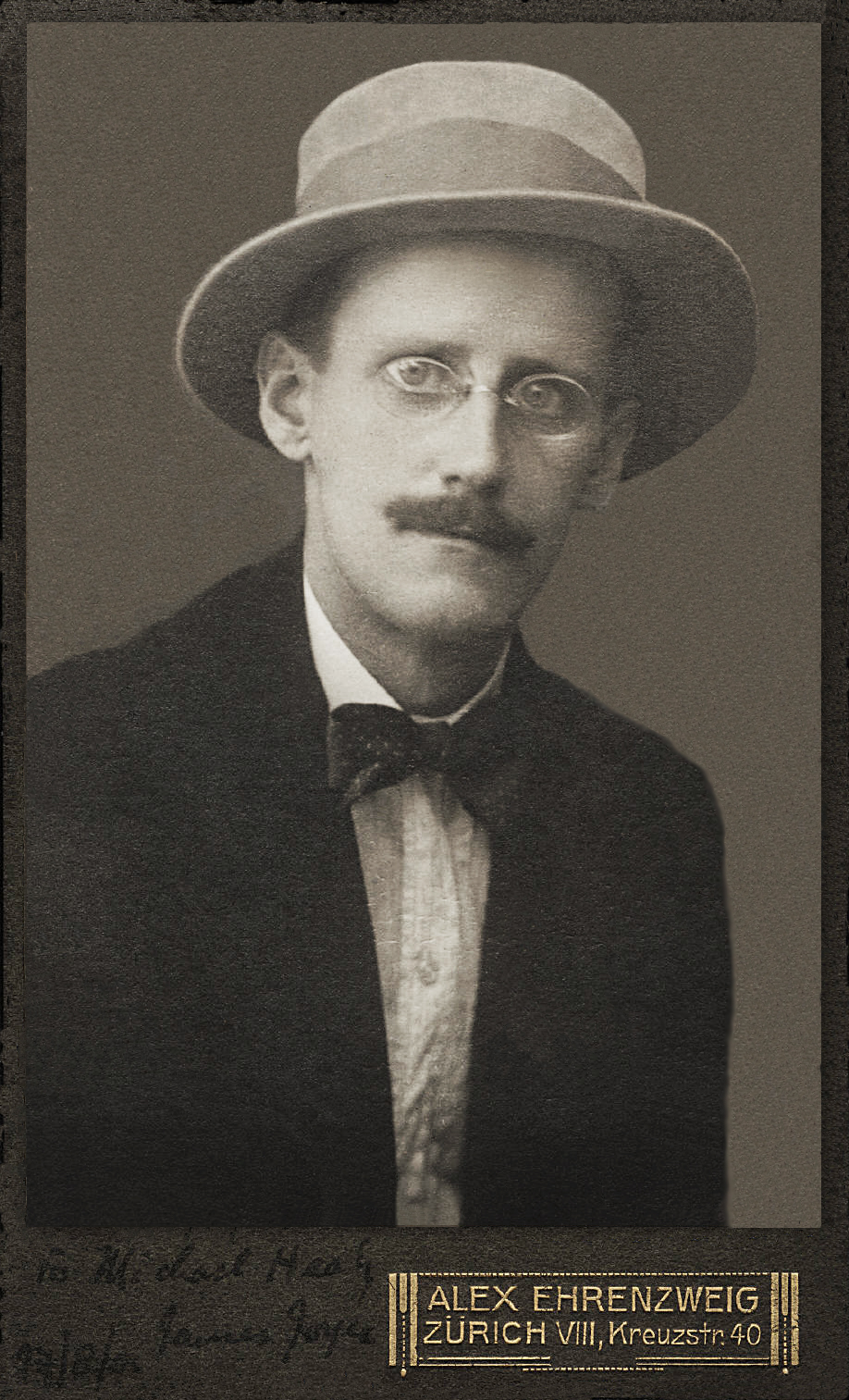
Джеймс Джойс в 1915 году

Сти́вен Деда́л (англ. Stephen Dedalus) — герой романов Джеймса Джойса «Портрет художника в юности» и «Улисс». В обоих произведениях герой обладает автобиографическими чертами.

## Происхождение имени
Именем «Стивен Дедал» подписывал Джойс свои новеллы из цикла «Дублинцы».

## «Портрет художника в юности»
Автор наделяет своего героя автобиографическими чертами и, используя материал собственной жизни, описывает годы его учения в иезуитских колледжах Клонгоуз Вуд и Бельведер, а также в Дублинском католическом университете. При всей автобиографичности героя, его образ соткан из мифологических и литературных символов. Символичен уже выбор имени героя: в нём скрестилось имя первомученика Стефана, убитого язычниками, и греческое имя «Стефанос», означающее венок, символизирующий славу художника. Дедал в переводе с греческого значит «искусный». В греческой мифологии — это изобретатель столярных инструментов, искусный архитектор и скульптор. Он построил знаменитый лабиринт Минотавра на Крите, изобрел и создал крылья для полета человека. В образе Дедала Джойс раскрывает именно такой тип художника — хитроумного искусника.
Сатирическая картина окружающей действительности в романе Джойса служит фоном, на котором воссоздается внутренний мир человека, художника-творца, всегда одинокого, неудовлетворенного, предаваемого всеми. Он страждущая фигура, обреченная на страдание и жертвенность.

## «Улисс»
Дедал — двадцатидвухлетний дублинец, студент, философ и поэт. Роман тесно связан с «Портретом художника в юности». Произошедшее со Стивеном Дедалом в «Портрете» становится прошлым Стивена Дедала в «Улиссе». Джойс «приписывает» герою события, произошедшие с ним самим за те два года, что отделяют действие «Портрета» от начала «Улисса»: поездка во Францию, возвращение в Дублин, болезнь и смерть матери. В романе читатель видит Дедала в течение одного дня — 16 июня 1904 года.
Как и многие другие персонажи «Улисса», Дедал имеет своего прототипа в «Одиссее» Гомера. Ему соответствует Телемах, именно поэтому герой постоянно размышляет об отце и отцовстве. С образом Стивена Дедала связана тема «поиска отца». Однако ему не дано обрести духовного отца, которым, по логике сюжета, мог бы стать Блум-Одиссей. Они встречаются, чтобы разойтись навсегда.